# Renaissance (album de Marcus Miller)
Pour les articles homonymes, voir Renaissance (homonymie).
Albums de Marcus Miller
Tutu Revisited Live
(2011) Afrodeezia
(2015)
Renaissance  est un album studio du compositeur et bassiste de jazz Marcus Miller paru en 2012.

## Présentation
L'album a été classé en tête des albums de jazz au Billboard en 2012 et 2013.
"Slippin' into Darkness" est une reprise d'un titre du groupe War, un groupe américain de funk. "I'll Be There" est une reprise d'une chanson des Jackson Five. L'intitulé du titre "Gorée (Go-ray)" vient du nom de l'Île de Gorée qui est un lieu symbole de la mémoire de la traite négrière en Afrique.
"Mr Clean" est une composition de Weldon Irvine enregistrée en 1972. "Setembro (Brazilian Wedding Song)" a été enregistré par Quincy Jones, c'est une composition de  Gilson Peranzzetta et Ivan Lins (un chanteur et compositeur brésilien).
"Cee-Tee-Eye " est un hommage à CTI Records,le label discographique de jazz fondé en 1967 par le producteur américain Creed Taylor.
"Tightrope" est un titre de Janelle Monáe, dans cette version on peut entendre la voix de Dr. John.

## Titres
| No  | Titre                             | Durée |
| --- | --------------------------------- | ----- |
| 1.  | Detroit                           | 5:45  |
| 2.  | Redemption                        | 6:09  |
| 3.  | February                          | 4:15  |
| 4.  | Slippin' into Darkness            | 9:17  |
| 5.  | Setembro (Brazilian Wedding Song) | 6:39  |
| 6.  | Jekyll & Hyde                     | 6:30  |
| 7.  | Nocturnal Mist (Interlude)        | 1:16  |
| 8.  | Revelation                        | 4:46  |
| 9.  | Mr Clean                          | 5:01  |
| 10. | Gorée (Go-ray)                    | 5:38  |
| 11. | Cee-Tee-Eye                       | 7:39  |
| 12. | Tightrope                         | 5:46  |
| 13. | I'll Be There                     | 3:48  |

## Musiciens
- Adam Agati - guitare
- Rubén Blades  - voix
- Maurice Brown  - trompette
- Louis Cato  - congas, djembe, batterie
- Dr. John  - voix
- Alex Han  - saxophone alto
- Paul Jackson, Jr.  - guitare
- Sean Jones  - trompette
- Marcus Miller  - arrangements, basse, clarinette basse, compositeur
- Gretchen Parlato  - voix
- Federico Gonzalez Peña et Kris Bowers - Fender Rhodes, piano
- Adam Rogers  - guitares
- Bobby Sparks  - clavinet, orgue
- Ramon Yslas  - percussions